# Saccharum angustifolium
Saccharum angustifolium là một loài thực vật có hoa trong họ Hòa thảo. Loài này được (Nees) Trin. miêu tả khoa học đầu tiên năm 1836.